# Zgrada željezničkog kolodvora Bistrik
Zgrada željezničkog kolodvora Bistrik izgrađena je nakon što su austro-ugarske vlasti 1882. godine izgradile željezničku prugu u Sarajevu, Slavonskom Brodu i Budimpešti. Tada je bilo potrebno povezati Sarajevo i istočne dijelove Bosne i Hercegovine, gdje uz granicu Srbije., su bili smješteni vojni garnizoni.
Tako je nastala ideja o gradnji tzv Istočne željeznice, prema Višegradu, odakle se preko Šarganske osmice moglo dalje putovati do Beograda, Sofije, Soluna i Istanbula. Željeznice je 1906. godine službeno je puštena u rad otvaranjem Željezničkog kolodvora na Bistriku. Zgrada je bila tipizirana zgrada, rad arhitekata koju je država platila, potpuno identična zgradi kolodvora na Palama.
Nakon što je posljednji vlak, Ćiro, ispraćen sa stanice početkom kolovoza 1978., zgrada je poslužila kao životni prostor u kojem živi i danas. Nakon zatvaranja željeznice rodila se ideja da se u zgradi kolodvora otvori Muzej uskotračnih željeznica BiH s galerijskim prostorom i vanjskim eksponatima, ali za to nije bilo dovoljno novca.

## Opis
Izgrađena od opeke od obližnje ciglane August Brown, ova dvokatnica pod visokim kosim krovom sadržavala je urede za šefa kolodvora i željezničko osoblje, kao i blagajnu, čekaonicu i prizemlje. Kako je slijedio monarhijski obrazac, arhitektonski nije bio vezan uz postojeće stilove kako bi se jednako uklopio u urbanu, planinsku i šumsku zonu.
Uz stanicu se nalazila mala zgrada u kojoj su podmazivane i opskrbljivane lokomotive Ćire. Napravljen na najvišoj točki Bistrika, i dalje predstavlja najimpresivniju građevinu na tom području, a u njegovoj neposrednoj blizini bio je prvi od ukupno 134 tunela na ruti za Beograd - tunel Brdo - džamija. Posljednjih godina postaja Bistrica stekla je svjetsko priznanje, jer je uz nju snimljena snimka filma "Walter brani Sarajevo".

## Nacionalni spomenik
Komisija za očuvanje nacionalnih spomenika, na sjednici održanoj od 4. do 10. srpnja 2006. godine, odlučila je željezničku stanicu odrediti nacionalnim spomenikom Bosne i Hercegovine . Ovu je odluku Komisija donijela u sljedećem sastavu: Zeynep Ahunbay, Amra Hadžimuhamedović (predsjedavajuća), Dubravko Lovrenović, Ljiljana Ševo i Tina Wik.